# Алексо Демниевски
Алексо (Алекса) Демниевски с псевдоним Бауман (на македонска литературна норма: Алексо Демниевски – Бауман) е югославски партизанин, деец на Комунистическата съпротива във Вардарска Македония, интербригадист и генерал-лейтенант от Югославската народна армия.

## Биография
Роден е вна 10 ноември 1905 година в град Велес. Завършва 4 класа от гимназия. Работи като чехларски работник. През 1926 година става член на ЮКП, а две години по-късно заминава за СССР. През 1932 година завършва комунистически университет там. От 1934 година получава чин майор от червената армия и командир на бригада. Бил е помощник политически комисар на артилерийски дивизион. В периода 1936 – 1939 година е интербригадист. Бил е в службата за сигурност към Щаба на Интернационалните бригади и е инструктор за обучението на новите доброволци. През декември 1936 г. командва смесен картечен батальон като комисар на югославски взвод. През септември 1937 г. е повишен в чин майор и назначен за командир на 45-а дивизия. По-късно същата година е назначен за командир на батальона „Джуро Джакович“. Командир е и на батальона „Георги Димитров“. Раняван е два пъти в битката при Сарагоса и на Арагонския фронт. След Испанската гражданска война се завръща в СССР, където е на различни политически длъжности. От декември 1944 година се връща в Югославия и става командир на петнадесети корпус на НОВЮ от 4 януари 1945 с чин полковник. След Втората световна война става заместник-командир на пета югославска армия със седалище в Скопие, командир на тила на първа армия и началник на управлението за невоенно възпитание на Държавния секретариат за народна отбрана и началник на 4-то управление. През 1958 г. е пенсиониран с чин генерал-лейтенант от Югославската народна армия. Умира през 1961 г. в Белград.

## Награди и отличия
- Партизанска възпоменателен медал 1941 година
- Орден за заслуги за народ;
- Орден на Народната армия със златна звезда;
- Орден за храброст;
- Орден на братството и единството със златен венец;
- Орден за военни заслуги с голяма звезда;
- Орден „Грундвалски кръст“ (отличие оа Полска) и други.